# Circuitul Laguna Seca

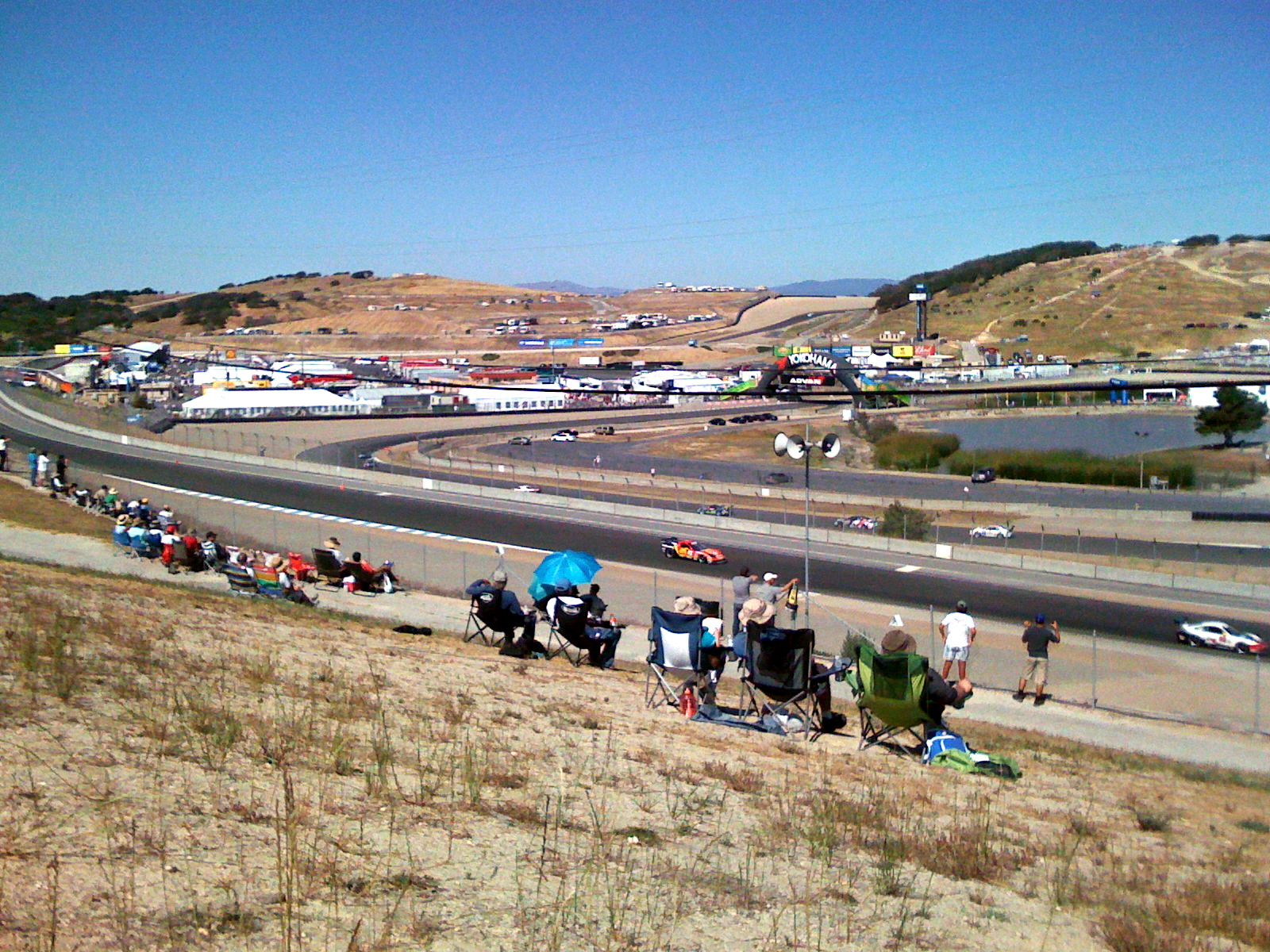
Laguna Seca Raceway între Virajul 1 și 2

Laguna Seca Raceway (promovat ca WeatherTech Raceway Laguna Seca, și anterior Mazda Raceway Laguna Seca) este un circuit de curse asfaltat din centrul Californiei, folosit atât pentru curse auto cât și pentru curse de motociclete, construit în 1957 în apropiere de Salinas și Monterey, California, Statele Unite.
Circuitul de curse are o lungime de 3,602 km, cu o diferență de altitudine de 55 de metri. Cele unsprezece viraje ale acestuia sunt evidențiate de virajul semnătură al circuitului, „tirbușonul” la virajele 8 și 8A. O diversitate de curse, expoziții și evenimente de divertisment se desfășoară pe pistă, de la superkarts la cursele de mașini sport la festivaluri de muzică. Laguna Seca este clasificată ca un circuit FIA gradul doi.
Numele Laguna Seca este spaniolă pentru „laguna uscată”: zona în care se află acum pista a fost cândva un lac, iar cursul a fost construit în jurul patului lacului uscat. După reconfigurarea cursului, s-au adăugat două iazuri artificiale.

## Legături externe
- WeatherTech Raceway Laguna Seca official site
- Sea Otter Classic
- Trackpedia's guide to driving Laguna Seca
- Steve McQueen raced at Laguna Seca in 1959
- Laguna Seca – A Look Back
- 1963 course map
- Insider tips for visiting Laguna Seca Arhivat în 26 decembrie 2019, la Wayback Machine.